# Jay Glaser
Jay Glaser (Santa Mônica, 11 de julho de 1953) é um velejador estadunidense, medalhista olímpico. Ele competiu nos Jogos Olímpicos de Verão de 1984 na classe Tornado e conquistou a medalha de prata, ao lado de Randy Smyth. No Campeonato Mundial, Glaser e Smyth ganharam o título cada um em Carnac em 1981 e em Kingston em 1982. Em 1984 e 1985 também foram vice-campeões mundiais. Ele se casou com a também velejadora Sarah Glaser.